# 巴伯鎮區 (明尼蘇達州法里博縣)
巴伯鎮區（英語：Barber Township）是位於美國明尼蘇達州法里博縣的一個行政鎮區。

## 地方資料
巴伯鎮區的面積為93.54平方千米，當中陸地面積為93.53平方千米，而水域面積為0.01平方千米。根據2020年美國人口普查的數據，當地共有人口248人，而人口密度為每平方千米2.65人。